# Aníbal Sánchez
Aníbal Alejandro Sánchez (Maracay, 27 febbraio 1984) è un giocatore di baseball venezuelano naturalizzato statunitense, lanciatore partente nella Major League Baseball.
Sánchez ha ottenuto la cittadinanza statunitense nel febbraio 2017.

## Carriera

### Minor League (MiLB)
Sánchez frequentò la scuola superiore San Pedro Alesandrino di Maracay, sua città natale. Nel gennaio 2001, firmò un contratto come free agent internazionale con Boston Red Sox, che lo assegnarono nella Venezuelan Summer League (classe Rookie) dove rimase per due stagioni. Saltò la stagione 2003 a causa di infortunio al gomito che richiese un'operazione chirurgica. Nel 2004 iniziò a giocare negli Stati Uniti nella classe A-breve e nel 2005 giocò nella classe A-avanzata e nella Doppia-A.
Il 24 novembre 2005, i Red Sox scambiarono Sánchez, Jesus Delgado, Harvey Garcia e Hanley Ramírez con i Florida Marlins per Josh Beckett, Mike Lowell e Guillermo Mota.

### Major League (MLB)

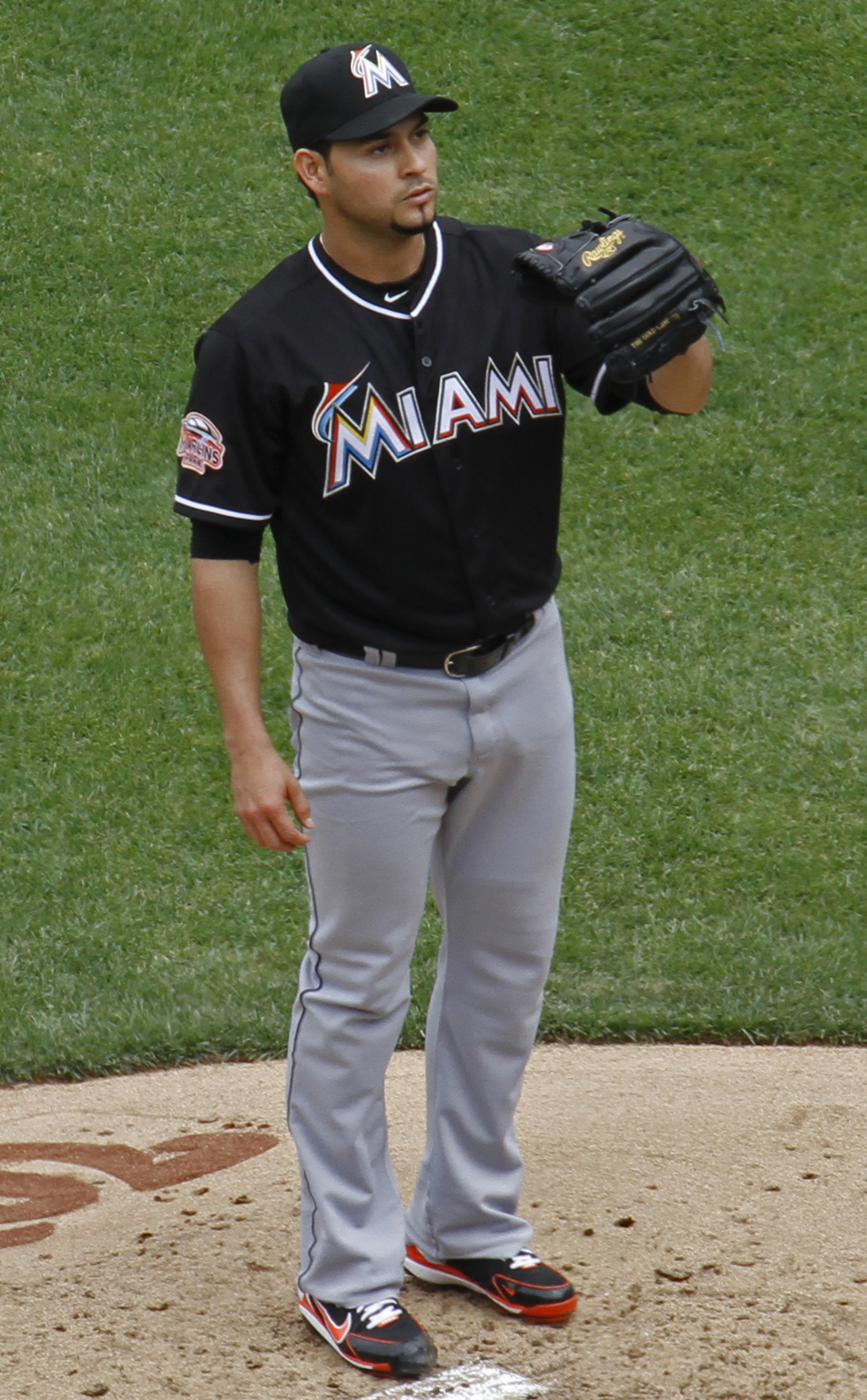
Aníbal Sánchez con i Marlins nel 2012

Sánchez debuttò nella MLB il 25 giugno 2006, allo Yankee Stadium di New York City contro i New York Yankees, concedendo 7 valide e nessun punto in 5 inning e 2/3. Il 6 settembre, al Dolphins Stadium chiuse con un no-hitter contro i Arizona Diamondbacks. Il no-hitter di Sánchez arrestò la striscia più lunga nella storia della MLB di partite 6.364 senza no-hitter, l'ultimo prima di lui fu Randy Johnson con la partita perfetta del 18 maggio 2004. Concluse la stagione con all'attivo 18 partite disputate nella MLB e 15 nella Doppia-A.
Nel 2007 lanciò in poche partite a causa di problemi alla spalla. Il 31 luglio 2008 dopo quindici mesi di assenza, tornò in campo, contro i Rockies.
Il 23 luglio 2012, i Marlins scambiarono Sánchez e Omar Infante con i Detroit Tigers per Jacob Turner, Rob Brantly, Brian Flynn e una scelta al draft. Al termine della stagione regolare con i Tigers in testa alla division, Sánchez partecipò al primo post stagione, perdendo la gara 3 della AL Division Series, vincendo la gara 2 della AL Championship Series e perdendo gara 3 delle World Series.
Il 14 dicembre 2012, Sánchez firmò un contratto quinquennale del valore complessivo di 80 milioni di dollari per restare con i Tigers.
Nel 2013 fu il miglior giocatore della American League per media PGL, inoltre partecipò per il secondo anno consecutivo al post stagione arrivando con la squadra all'AL Championship Series, dove vinse la gara 1.
Sánchez divenne free agent al termine della stagione 2017.
Il 20 febbraio 2018, Sánchez firmò un contratto annuale per 2.5 milioni di dollari con i Minnesota Twins, che però lo svincolarono meno di un mese dopo, l'11 maggio, prima dell'inizio della stagione regolare. Il 16 marzo firmò con gli Atlanta Braves, che rilevarono il precedente contratto il successivo 2 aprile. Divenne free agent a fine stagione.
Dopo un'ottima stagione ad'Atlanta, il 27 dicembre 2018 Sánchez firmò un contratto biennale del valore complessivo di 19 milioni con i Washington Nationals. Raggiunse le 100 vittorie il 16 maggio, contro i Diamondbacks.
Durante la gara 1 della NL Championship Series 2019 contro i St.Louis Cardinals mantenne il no-hitter per 8 inning, fino al singolo di José Martínez. Giocò come partente anche nella gara 3 delle World Series 2019, venendo però sconfitto. I Nationals batterono gli Houston Astros per quattro gare a tre e Sánchez si laureò campione. Divenne free agent al termine della stagione 2020.

## Nazionale
Sánchez venne convocato dalla Nazionale di baseball del Venezuela per l'edizione 2013 del World Baseball Classic.

## Palmarès

### Club
- World Series: 1

Washington Nationals: 2019

### Individuale
- Leader dell'American League in media PGL: 1

2013
- Esordiente del mese della National League: 1

settembre 2006
- Giocatore della settimana della NL:

10 settembre 2006
- No-hitter: 1

6 settembre 2006